# Barracuda (pel·lícula de 2017)
Barracuda és una pel·lícula de suspens de 2017 dirigida per Jason Cortlund i Julia Halperin i escrita per Jason Cortlund. És protagonitzada per Allison Tolman, Sophie Reid, JoBeth Williams, Luis Bordonada, Larry Jack Dotson i Angelo Dylen. El film va ser estrenat el 6 d'octubre de 2017, gràcies a Orion Pictures i Samuel Goldwyn Films.

## Repartiment
- Allison Tolman com a Merle
- Sophie Reid com a Sinaloa
- JoBeth Williams com a Patricia
- Luis Bordonada com a Raul
- Larry Jack Dotson com a Spud
- Angelo Dylen com a Ray
- Tanner Beard com a Trace
- Monique Straw com a Andrea

## Llançament
El film es va preestrenar a South by Southwest l'11 de març de 2017. L'11 de juliol de 2017 Orion Pictures i Samuel Goldwyn Films van adquirir els drets de distribució del film. Finalment seria estrenat el 6 d'octubre de 2017, de la mà d'Orion Pictures i Samuel Goldwyn Films.